# Asru

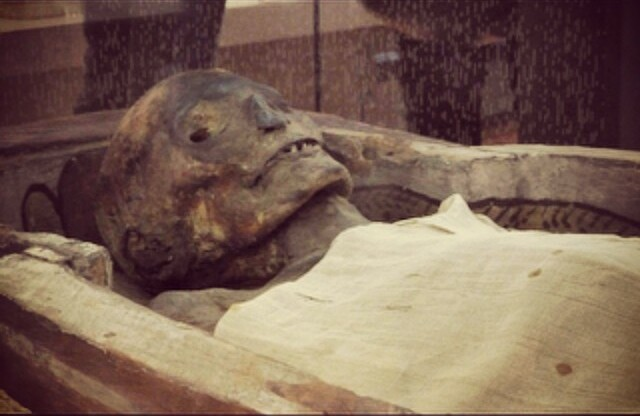
Mumia Asru w Manchester Museum

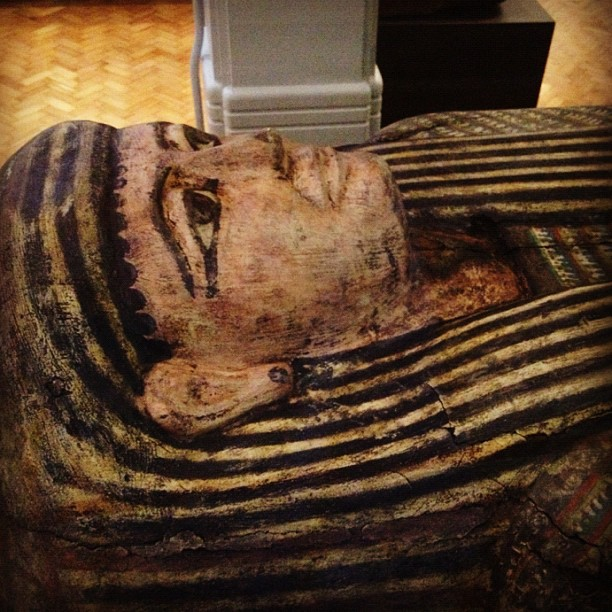
Twarz Asru na jej malowanej drewnianej trumnie

Asru – śpiewaczka świątynna ze starożytnego Egiptu żyjąca w okresie XXV lub XXVI dynastii (750–525 r. p.n.e.), której mumia, od roku 1825 przechowywana w Manchester Museum, była obiektem licznych badań naukowych.
Informacje o życiu Asru pochodzą z dwóch źródeł: napisów na jej dwóch trumnach oraz badań antropologicznych i medycznych mumii. Asru mieszkała w Tebach i należała do dobrze sytuowanej grupy mieszkańców tego miasta. Była śpiewaczką świątyni poświęconej Amonowi w Karnaku.
Miejsce pogrzebania Asru nie jest znane, jej mumia wraz z trumnami trafiła na początku XIX w. do kolekcji E. i W. Garrattów, którzy podarowali je Manchester Museum w 1825 r., gdzie przechowywane są do dziś (mumia pod numerem katalogowym 1777). Mumia Asru i jej dwie trumny zapoczątkowały kolekcję staroegipską Manchester Museum. Mumia jest dobrze zachowana, choć pozbawiona pierwotnie owijających ją bandaży. Szczegółowe badania mumii Asru prowadzono w latach 70. XX w., gdy wykonano serię zdjęć rentgenowskich, a następnie objęto ją programem badań realizowanym od roku 1999, włączającym m.in. wykonanie tomografii komputerowej, badań parazytologicznych i rekonstrukcji wyglądu twarzy. Ustalono, że kobieta zmarła w mocno podeszłym, jak na ówczesne warunki, wieku ponad 50 lat, przypuszczalnie nawet ponad 60. Miała ślady pylicy płuc, artretyzmu w stawach palców i kolana, zwapnień uciskających na nerwy w rejonie kręgosłupa, zaawansowanych zmian w kościach szczęk, związanych z zakażeniami przy korzeniach zębów trzonowych. Stwierdzono liczne braki zębów trzonowych, silnie starte korony zębów przednich, ponadto ujawniono ślady zagojonego złamania lędźwiowego odcinka kręgosłupa. Asru cierpiała także na schorzenia pasożytnicze, w jej wnętrznościach wykryto ślady wywołanej przez przywry schistosomatozy, larwy nicieni Strongylida oraz okaz tasiemca bąblowcowego. Szukano także w tkankach Asru śladów zażywania narkotyków, jednak wyniki analiz nie wykazały takich śladów.